# Alien Outpost
Alien Outpost, também conhecido como Outpost 37, é um filme britano-sul-africano de 2014, do gênero ficção científica, dirigido por Jabbar Raisani.
A trama acompanha uma equipe de documentaristas que cobre o dia a dia de uma base militar chamada "Outpost 37", 12 anos após uma invasão alienígena. As cenas da base e das ações militares são intercaladas com entrevistas com os militares. A IFC Midnight lançou o filme nos cinemas e em vídeo nos Estados Unidos em 30 de janeiro de  2014.

## Enredo
Em 2021, alienígenas chamados "heavies" invadem a Terra e rapidamente avançam sobre as forças desorganizadas das nações terráqueas. Quando a ONU é dissolvida e substituída pela USDF (United Services Defense Force; Força de Defesa dos Serviços Unidos), os alienígenas são expulsos da Terra, mas deixam milhares para trás. Uma frota de satélites é colocada em órbita para proteger o planeta de futuras invasões. Em 2033, dois jornalistas são autorizados a acompanhar reforços enviados para uma zona desmilitarizada entre o Paquistão e o Afeganistão onde fica o Outpost 37.
Um dia, habitantes locais tentam atacar a base, e um soldado explica que eles não tinham problemas antes, e que a violação da soberania dos países talvez esteja irritando os nativos. Embora os soldados consigam debelar o ataque, um deles é ferido e enviado para cuidados médicos. Os pedidos deles por suprimentos são negados, mas eles recebem um substituto para o soldado ferido: Hans, um alemão que se alistou voluntariamente para servir o grupo majoritariamente estadunidense. Mais tarde, Saleem, um nativo fiel à base após ser resgatado por eles, relata que os nativos andam reclamando de animais mutilados. O capitão envia vários solados com Salem para determinar a causa das mutilações.
Um habitante irritado diz que um morteiro matou seus animais, mas os soldados negam. Conforme Saleem faz o trabalho de tradutor, um outro habitante confuso se aproxima deles, ignorando avisos. Ele explode ao ser abordado pelo tradutor. De uma colina acima deles, um heavy abre fogo, e os soldados recuam. Saleem nota que North, um dos soldados, desapareceu; buscas organizadas pelos colegas fracassam. Um vídeo recuperado de seu capacete revela que ele foi abduzido pelos heavies. Preocupados com a possibilidade dos heavies terem mudado sua tática de ataque, o capitão deixa a base para discutir a situação com seus superiores e ordena a seus homens para não deixarem a base em hipótese alguma.
Um militar do setor privado chega à base e afirma estar assumindo o comando, o que mais tarde é confirmado por ordens superiores. Impossibilitados de organizar uma missão de resgate, eles liberam um drone e descobrem que Saleem está em perigo. Eles violam as ordens para salvá-lo e capturam um heavy durante a busca. O capitão se enfurece ao retornar; ele executa o heavy e ordena que eles parem de tentar salvar North. Saleem se oferece para ajudar, mas quando volta para a base, ele parece confuso e incomunicativo. Repentinamente, ele abre fogo contra os soldados e é morto, mas não sem antes matar um deles. Omohundro, o médico, descobre uma incisão na nuca de Saleem.
Para encontrar respostas, os soldados partem para a vila de Saleem. Lá, eles encontram North quase desacordado e ferido. Eles o levam para a base, onde ele entra em coma. Um dos soldados reconhece suas piscadas ritmas como um código e eles o traduzem como uma série de coordenadas. Quando eles tentam interrogar North, ele acorda e enforca o capitão, exigindo que este o mate; e o capitão assim o faz. Omohundro descobre uma peincisão na nuca dele e recupera um implante, que ele suspeita ser um dispositivo de controle mental. Durante o próximo ataque dos locais, Omohundro examina as cabeças deles e também encontra incisões. Incapazes de conter a insurreição, os soldados abandonam a base e a explodem.
Violando as ordens novamente, os soldados investigam as coordenadas. Lá, eles encontram uma estrutura alienígena. Vários soldados recuam para dentro da estrutura para se proteger de um ataque dos heavies e de nativos controlados. Lá dentro, eles encontram os militares privados e vários habitantes locais. Vários soldados e um dos jornalistas são mortos, mas os restantes conseguem destruir a estrutura e libertar os nativos. O jornalista que sobreviveu revela que a estrutura foi construída para destruir o sistema de satélites da USDF e permitir que suprimentos alienígenas fossem entregues. Por conseguir frustrar o plano, os soldados sobreviventes são condecorados, mas o jornalista afirma ter dúvidas se o público apático reconhecerá o sacrifício. Uma cena pós-créditos mostra vários dos soldados sobreviventes (alguns com próteses substituindo membros perdidos) combatendo uma segunda invasão dos heavies.

## Elenco
- Adrian Paul como General Dane
- Reiley McClendon como Ryan Andros
- Rick Ravanello como Spears
- Douglas Tait como O Heavy
- Joe Reegan como Alex Omohundro
- Andy Davoli como Savino (voz)
- Nic Rasenti como Harty
- Matthew Holmes como North
- Sven Ruygrok como Frankie Forello
- Brandon Auret como Savino
- Scott E. Miller como John Wilks
- Jordan Shade como soldado PMC
- Kenneth Fok como Zilla
- Darron Meyer como Roger Hollis
- Stevel Marc como Righty
- Justin Munitz como Hans
- Michael Dube como Brick
- Lemogang Tsipa como Mac
- Khalil Kathrada como Saleem
- Tyrel Meyer como Duke
- Tapiwa Musvosvi como Tyrone "Bones" Ridell
- Edwin Jay como soldado
- Craig Macrae como Lefty
- Sherwyn Budraj como soldado

## Recepção
Outpost 37 recebeu críticas geralmente negativas. No Metacritic, o filme tem uma pontuação de 26 de 100.  Frank Scheck do The Hollywood Reporter chamou seu enredo de "uma desculpa para a bagunça militar em estilo videogame que surge periodicamente".  Jeannette Catsoulis do The New York Times elogiou as atuações mas disse que elas não compensam o enredo.  Michael Rechtshaffen doLos Angeles Times escreveu que o filme seria melhor como um videogame.  Ed Gonzalez da Slant Magazine deu nota 1.5/4 e escreveu, "Alien Outpost divide seu tempo de maneira igual entre devotamente fingir que é uma alegoria sobre a nossa atual guerra ao terro e fingindo que não a é."  Andrew Lapin do The Dissolve deu nota 2/5 e o chamou de "Starship Troopers sem a ironia".